# Cerastium parvipetalum
Cerastium parvipetalum är en nejlikväxtart som beskrevs av Hosokawa. Cerastium parvipetalum ingår i släktet arvar, och familjen nejlikväxter. Inga underarter finns listade i Catalogue of Life.